# Daniela Ferolla
Daniela Ferolla, née le 7 mai 1984 à Vallo della Lucania, est un mannequin italien ayant été couronné Miss Italie en 2001.